# Nguyễn Văn Đông
Nguyễn Văn Đông (15 tháng 3 năm 1932 – 26 tháng 2 năm 2018) nguyên là một sĩ quan bộ binh cao cấp trong Bộ Tổng tham mưu Quân lực Việt Nam Cộng hòa, mang cấp bậc Đại tá, khởi binh nghiệp từ thời Quốc gia Việt Nam. Đồng thời, ông được nhiều người biết đến với tư cách là nhạc sĩ nổi tiếng qua rất nhiều nhạc phẩm tiêu biểu như "Chiều mưa biên giới", "Hải ngoại thương ca", "Khúc tình ca hàng hàng lớp lớp", "Mấy dặm sơn khê", "Phiên gác đêm xuân", "Sắc hoa màu nhớ",... Các nghệ danh của ông là Vì Dân, Phượng Linh, Phương Hà, Đông Phương Tử, Hoàng Long Nguyên (trước 1975) và Anh Nguyên (sau 1975).

## Thiếu thời
Nguyễn Văn Đông sinh ngày 15 tháng 3 năm 1932 tại Quận 1, Sài Gòn, nguyên quán ở làng Lợi Thuận, tổng Mỹ Ninh, quận Trảng Bàng, tỉnh Tây Ninh, Nam Kỳ; nay thuộc huyện Bến Cầu, tỉnh Tây Ninh, Việt Nam. Ông sinh trưởng trong một gia đình nguyên là một điền chủ lớn có nhiều ruộng đất ở tỉnh này. Thuở nhỏ, nhờ gia đình khá giả nên ông học tại tư gia dưới sự hướng dẫn của thầy học. Sau đó ông theo học bậc Trung học tại trường Huỳnh Khương Ninh ở khu Đa Kao, Quận 1. Khoảng 1945-1946, trường này bị đóng cửa. Gia sản bị tịch biên để sung vào quỹ kháng chiến chống Pháp; cha mẹ bị bắt tù vì là điền chủ. Thời đó có viên Đại úy Pháp là Vieux từng coi ông như nghĩa đệ đã nhận ông làm dưỡng tử và gửi vào học ở Trường Thiếu sinh quân Đông Dương (tiếng Pháp: École d'enfants de troupe) ở Vũng Tàu khi ông 14 tuổi. Năm 19 tuổi, ông tốt nghiệp trường Thiếu sinh quân và nhận chứng chỉ tốt nghiệp tương đương với văn bằng Tú tài bán phần (Tú tài I).

## Binh nghiệp

### Quân đội Quốc gia Việt Nam
Cuối năm 1951, ông nhập ngũ Quân đội Quốc gia Việt Nam, mang số quân 52/120.117, sau đó được cử theo học Khóa 4 Trường Võ bị Địa phương ở Vũng Tàu (École militaire Cap Saint-Jacques). Tháng 10 năm 1952, ông mãn khóa tốt nghiệp Thủ khoa với cấp bậc Thiếu úy phục vụ đơn vị Bộ binh. Đầu năm 1953, ông được cử đi học khóa huấn luyện "Đại đội trưởng" tại Trường Võ bị Liên quân Đà Lạt (École militaire interarmes de Dalat). Đầu năm 1954, ông được gửi ra Hà Nội theo học khóa "Tiểu đoàn trưởng" tại Trung tâm Chiến thuật Hà Nội (Centre de formation tactique des officiers vietnamiens d'Hanoï). Ra trường, ông được cử giữ chức vụ Tiểu đoàn trưởng Tiểu đoàn Trọng pháo 553 và là Tiểu đoàn trưởng trẻ nhất của Quân đội Quốc gia khi mới 22 tuổi. Trong những tháng cuối cùng của chiến tranh Đông Dương, ông chỉ huy trọng pháo ở Móng Cái và Lạng Sơn. Không lâu sau Hiệp định Genève, đầu tháng 8 năm 1954 ông di chuyển vào miền Nam Việt Nam và được thăng cấp Trung úy, phục vụ tại phân khu Đồng Tháp Mười với chức vụ Trưởng phòng Hành quân.

### Quân lực Việt Nam Cộng hòa
Đầu tháng 11 năm 1955, ông được chuyển biên chế sang Quân lực Việt Nam Cộng hòa, kiêm nhiệm chức vụ Trưởng phòng 3 (Tác chiến) của phân khu Đồng Tháp Mười, dưới quyền Đại tá Nguyễn Văn Là. Trước đó ông đóng quân ở khu vực mà nay là các huyện Đức Hòa, Đức Huệ tỉnh Long An. Năm 1956 ông tham gia chiến dịch Thoại Ngọc Hầu do tướng Dương Văn Minh làm Tư lệnh để đánh dẹp lực lượng quân sự Phật giáo Hòa Hảo, và tướng Minh từng đến bắt tay ông tỏ lòng ngưỡng mộ.
Cuối năm 1957, ông được cử đi du học khóa Chỉ huy Tham mưu sơ cấp tại quần đảo Hawaii, Hoa Kỳ. Ngày Quốc khánh Đệ nhất Cộng hòa 26 tháng 10 năm 1959, ông được thăng cấp Đại úy tại nhiệm. Ông kiêm nhiệm nhiều chức vụ như Bí thư Tổng giám đốc Cảnh sát, Công an Quốc gia và Chánh văn phòng Bộ Tư lệnh Biệt khu Thủ đô.
Tháng 11 năm 1961, ông chuyển về Bộ Tổng tham mưu, phục vụ trong khối Lãnh thổ, dưới quyền Tổng Tham mưu trưởng là Đại tướng Lê Văn Tỵ.
Sau Đảo chính 1963, ông được thăng cấp Thiếu tá giữ chức vụ phó phòng Nhân viên ở khối Lãnh thổ. Ngày Quân lực 19 tháng 6 năm 1968, ông được thăng cấp Trung tá lên làm Trưởng phòng Nhân viên trong khối Lãnh thổ. Ngày Quốc khánh Đệ nhị Cộng hòa 1 tháng 11 năm 1972, ông được thăng cấp Đại tá, chuyển sang làm Chánh Văn phòng cho Tổng Tham mưu phó, trải qua hai đời Tổng Tham mưu phó là Trung tướng Nguyễn Văn Là (1968-1974) và Trung tướng Nguyễn Văn Mạnh (1974-1975), cùng Tổng Tham mưu trưởng là Đại tướng Cao Văn Viên. Ông giữ chức vụ này cho đến ngày 30 tháng 4 năm 1975.
Ông được tặng thưởng Đệ Tứ đẳng Bảo quốc Huân chương và một số huy chương quân sự, dân sự khác.

## Sự nghiệp âm nhạc trước 1975

### Tân nhạc
Thời gian học tại Trường Thiếu sinh quân Đông Dương, ông được học nhạc với các giảng viên âm nhạc Học viện Âm nhạc Paris sang giảng dạy. Năm 15 tuổi, ông trở thành thành viên của ban quân nhạc thiếu sinh quân, học cách sử dụng nhiều loại nhạc cụ khác nhau. Năm 16 tuổi, ông đã có những sáng tác đầu tay như "Thiếu sinh quân hành khúc", "Tạm biệt mùa hè",... Nhạc sĩ chơi kèn trumpet, kèn clairon, trống, chập chả, mandoline, Hạ Uy cầm,...
Nguyễn Văn Đông lấy binh nghiệp làm chính, xem âm nhạc là nghề tay trái. Dù vậy, ngay từ cuối thập niên 1950 ông đã nổi tiếng khi là Trưởng Đoàn văn nghệ Vì Dân với thành phần ca nhạc sĩ tên tuổi như Mạnh Phát, Minh Kỳ, Hoài Linh, Thu Hồ, Quách Đàm, Minh Diệu, Khánh Ngọc và các nghệ sĩ danh tiếng như Kim Cương, Vân Hùng, Ba Vân, Bảy Xê, Trần Văn Trạch, diễn viên điện ảnh Trang Thiên Kim,... Ông đã tổ chức và điều khiển các chương trình đại nhạc hội tại Sài Gòn và khắp các tỉnh của Việt Nam Cộng hòa. Từ năm 1958, ông là Trưởng ban ca nhạc Tiếng Thời Gian của Đài Phát thanh Sài Gòn, gồm những danh ca, nhạc sĩ danh tiếng như Lệ Thanh, Hà Thanh, Minh Diệu, Khánh Ngọc, Mạnh Phát, Thu Hồ, Quách Đàm, Anh Ngọc,... Năm sau, ông là Trưởng ban tổ chức Đại hội thi đua Văn nghệ toàn quốc ở cấp Quốc gia, đã quy tụ trên 40 đoàn văn nghệ đại diện Việt Nam Cộng hòa cùng tranh giải suốt 15 ngày đêm tại Sài Gòn. Ông cũng từng nhận giải Âm nhạc Quốc gia do Đệ nhất phu nhân Trần Lệ Xuân trao tặng.
Rất nhiều sáng tác của ông viết về chủ đề người lính miền Nam thời đó, thường ký "Vì Dân" hoặc "Nguyễn Văn Đông". Nhạc phẩm habanera "Phiên gác đêm xuân" được ông phát hành năm 1959 trong niềm hồi tưởng đêm 30 Tết Nguyên Đán năm 1956 khi đang gác phiên ở Khu 9 Đồng Tháp Mười. Bản slow-tango "Chiều mưa biên giới" cũng xuất bản năm 1960 trong nỗi hoài niệm khoảng thời gian đóng quân miền biên giới Việt Nam-Campuchia kể trên. Bài này nổi tiếng qua giọng Trần Văn Trạch, người đã ca bằng cả tiếng Việt và tiếng Pháp trong hợp đồng thu thanh với một hãng dĩa của Pháp, thu âm thu hình cho hai đài Europe No.1 và Ðài Truyền hình Pháp. Trong vòng ba tháng, Nhà xuất bản Tinh Hoa Miền Nam phá kỷ lục xuất bản với doanh số hơn mười sáu vạn tờ nhạc. Nhạc khúc điệu slow "Mấy dặm sơn khê" cũng vang danh qua giọng ca Trần Văn Trạch và ca sĩ Lệ Thanh; đến năm 1961, trong đại nhạc hội Trăm Hoa Miền Nam kéo dài 10 đêm ở rạp Hưng Đạo (Sài Gòn), tác giả song ca với ca sĩ Thái Thanh ca khúc này cùng ban đại hòa tấu của nhạc trưởng Nghiêm Phú Phi và sự tham gia của nhạc sĩ Lê Thương. Bản tango habanera "Sắc hoa màu nhớ" ghi lại tình cảm nhẹ nhàng thuở học trò trong lòng người quân nhân một chiều hành quân qua lối cũ. Điệu slow "Khúc tình ca hàng hàng lớp lớp" thì nổi tiếng qua tiếng hát của Hà Thanh. Khoảng năm 1968, ông viết bài "Anh trước tôi sau" để tưởng nhớ người đồng môn ở Trường Thiếu sinh quân là Thiếu tướng Trương Quang Ân, nội dung hàm ý người lính chấp nhận chuyện sống chết, chỉ là ai trước ai sau.
Tuy nhiên, vào khoảng từ tháng 11 năm 1961, đã có đồng thời hoặc lần lượt bốn bài hát của ông bị Bộ Thông tin Đệ nhất Cộng hòa cấm phổ biến với lý do gây bất lợi cho chiến cuộc, gồm "Chiều mưa biên giới", "Phiên gác đêm xuân", "Mấy dặm sơn khê" và "Nhớ một chiều xuân". Cùng thời gian này hai bản "Cuốn theo chiều gió" và "Bến đò biên giới" cũng từng bị nhạc sĩ thông báo là không xuất bản nữa. Bài "Mấy dặm sơn khê" phải chỉnh sửa hàng loạt câu từ thì về sau mới lưu hành trở lại. Vì sự vụ này mà ông bị quân đội phạt 15 ngày trọng cấm và cấm hiện diện trong tất cả sinh hoạt ca nhạc tại địa điểm công cộng, đồng thời đình chỉ thăng hàm trong vòng hai năm kế tiếp.
Ông còn có nhiều nghệ danh khác như Phượng Linh, Phương Hà, trên nhiều nhạc phẩm tình cảm như "Cay đắng tình đời", "Chiếc bóng công viên", "Dạ sầu", "Khi đã yêu", "Niềm đau dĩ vãng", "Thầm kín", "Thương muộn", "Thương về mùa đông biên giới", "Xin đừng trách anh", "Nhớ Huế", "Màu xanh Noel",... Ông còn có một nghệ danh rất hiếm là Hoàng Long Nguyên với bài "Truông mây".

### Tân cổ giao duyên
Với bút danh Đông Phương Tử và Phượng Linh, ông đã viết nhạc nền và đạo diễn cho trên 50 vở tuồng cải lương nổi tiếng ở miền Nam trước năm 1975 như Đoạn tuyệt, Mắt em là bể oan cừu, Mưa rừng, Nửa đời hương phấn, Sân khấu về khuya, Tiếng hạc trong trăng,... và vô số bản tân cổ giao duyên. Ông chủ động học hỏi soạn giả Hoàng Khâm, các danh cầm Văn Vĩ, Năm Cơ, Hai Thơm,...để có đủ kiến thức cộng tác cùng các soạn giả cải lương nhằm phát triển song song hai bộ môn tân nhạc và cổ nhạc như chủ trương hoạt động của hãng Continental. Xuất phát từ sáng kiến nghiên cứu cách cải cách sáu câu vọng cổ của kỹ sư Ngô Văn Đức (hãng dĩa Asia), Nguyễn Văn Đông trở thành người có công hàng đầu trong sự phát triển của phong trào tân cổ giao duyên. Ông và soạn giả Viễn Châu đã nghiên cứu lắp ráp tân nhạc-cổ nhạc sao cho ăn khớp nhau. Ông cho ra đời phương pháp ký âm bài nhạc hòa hợp giữa tân nhạc và cổ nhạc bằng một cách thức dễ hiểu, hợp mọi trình độ nhạc lý, hầu giúp nghệ sĩ cổ nhạc mang lên sân khấu hát dễ dàng như bản tân nhạc, nhan đề là Hướng dẫn ca và kỹ thuật sáng tác bài tân cổ giao duyên. Tân cổ giao duyên đã cứu vãn tình thế ế ẩm của các băng dĩa cổ nhạc thuần túy đương thời.

### Giám đốc âm nhạc
Từ khi chuyển qua Bộ Tổng Tham mưu, dù Bộ Quốc phòng không ưa chuyện ông làm âm nhạc, nhưng ông tự tả mình là "người chia làm hai" vì làm quân sự trong tuần còn làm nhạc và băng dĩa vào tối thứ Bảy và Chủ Nhật. Ông là Giám đốc nghệ thuật của hai hãng ghi âm là Continental (thành lập năm 1960) và Sơn Ca (thành lập năm 1967), cũng như nhãn hiệu băng nhạc Premier, cộng tác với các tài danh hòa âm phối khí tên tuổi như Lê Văn Thiện, Nghiêm Phú Phi, Văn Phụng, Y Vân,... Các cơ sở của ông cho ra đời nhiều chương trình tân nhạc cũng như cổ nhạc gồm các vở tuồng cải lương. Nguyễn Văn Đông là người đã tiên phong thực hiện album phòng thu riêng cho từng ca sĩ, mở ra một hướng đi mới mẻ cho nhiều băng khác về sau, trong bối cảnh các băng nhạc đương thời phần lớn là băng tổng hợp nhiều ca sĩ. Sự khai phá ấy chính là loạt băng nhạc Sơn Ca nổi tiếng, có thể kể đến Khánh Ly với băng nhạc Trịnh Công Sơn - Sơn Ca 7, Thái Thanh và Ban Thăng Long – Sơn Ca 10, Lệ Thu – Sơn Ca 9, Phương Dung – Sơn Ca 5 và Sơn Ca 11, Giao Linh – Sơn Ca 6, Sơn Ca – Sơn Ca 8,... Ông cũng chủ trương bốn nhà xuất bản tờ nhạc là: Trăm Hoa Miền Nam (lập năm 1966, Phượng Linh chủ trương), Nhạc Quê Hương (1967, Đông Phương Tử chủ trương), Hoa Bốn Phương (1971) và Việt Nhạc.
Hai nhạc sĩ Nguyễn Văn Đông và Y Vân cùng nhau thực hiện công trình nghệ thuật Dân ca ba miền về sưu tầm và quảng bá các làn điệu dân ca Việt Nam, trong đó Nguyễn Văn Đông phác thảo, còn Y Vân sưu tầm, sàng lọc, tuyển lựa dày công trong hai năm. Năm 1974, hãng dĩa Continental thu âm và phát hành thành băng Continental 6: Dân ca 3 miền - Nam, Trung, Bắc, nhan đề tiếng Anh là Vietnamese Traditional Songs, gửi tặng đại sứ quán các nước đóng tại đô thành và các cơ quan phụ trách văn hóa Việt Nam ở nước ngoài. Công trình này từng được Tổng Giám đốc UNESCO khích lệ lập hồ sơ đề nghị xét duyệt di sản cho dân ca Việt Nam, và dù hồ sơ đã trình cơ quan chính phủ nhưng vĩnh viễn không kịp gửi đi vì hoàn cảnh lịch sử vào năm sau.

### Cơ duyên với các ca sĩ
Ông đã đào tạo hai học trò thành ca sĩ nổi tiếng, được đông đảo người yêu thích nhạc vàng biết đến, đó là Thanh Tuyền và Giao Linh. Ông phát hiện Thanh Tuyền từ khi bà còn là nữ sinh trung học ở Đà Lạt, gầy dựng nền tảng cho sự nghiệp lừng lẫy của bà sau này. Những năm sau đó, ông lại thu nhận thêm gương mặt mới Giao Linh, rèn giũa và lăng xê bà với bản hợp đồng độc quyền qua hãng Continental. Sau này, cả hai giọng ca đều là tượng đài của dòng nhạc vàng.
Nhạc sĩ Nguyễn Văn Đông dùng lời lẽ sau để nói về giọng hát của Hà Thanh khi biểu diễn nhạc của ông: "Hà Thanh đã tạo thêm những nốt luyến láy rất truyền cảm, rất mỹ thuật làm cho bài hát của tôi thêm thăng hoa, trong giai điệu cũng như trong lời ca. Tôi cho rằng khi hát cô Hà Thanh đã sống và cùng đồng điệu sẻ chia với tác giả khi trình bày một bản nhạc có tầm vóc nghệ thuật." Hà Thanh cũng phát biểu với báo chí đương thời rằng "air" nhạc của ông hợp với chất giọng của bà.

## Sau năm 1975
Sau sự kiện 30 tháng 4 năm 1975, vì là một sĩ quan cao cấp của chính thể cũ nên ông bị bắt đi học tập cải tạo, bắt đầu từ trại Suối Máu (tức trại Tam Hiệp, ở Biên Hòa, Đồng Nai), tới năm 1978 thì bị đưa về giam ở khám Chí Hòa. Đầu năm 1985, ông được trả về với lý do "đương sự bị bệnh sắp chết", cho "đem về nhà chôn cất". Khi đó ông thuộc danh sách ưu tiên đi định cư Hoa Kỳ diện H.O. nhưng vì sức khỏe đã tàn tạ, nghĩ rằng không thể sống thêm nên ông rút hồ sơ hòng qua đời tại quê hương. Tuy nhiên, may mắn nhờ các loại tân dược hữu hiệu nên sức khỏe được phần hồi phục, đến năm 1995 ông đã có thể đứng được mà không cần chống nạng. Ông sống thầm lặng tại quận Phú Nhuận, Thành phố Hồ Chí Minh cùng vợ là bà Trần Thị Nguyệt Thu, cựu nhân viên hãng dĩa Continental.
Một thời gian dài, toàn bộ sáng tác của nhạc sĩ Nguyễn Văn Đông bị nhà đương cục cấm lưu hành, phổ biến. Dần dà khi Việt Nam trở nên cởi mở hơn, năm 2003, Cục Nghệ thuật biểu diễn nước này cấp phép lưu hành khoảng 24 ca khúc. Năm 2017, ca khúc đắc ý "Chiều mưa biên giới" mới được cấp phép. Một điều ít biết là bài "Chiều mưa biên giới" đã theo các dĩa hát phát tán đi nhiều nơi ở nước Việt Nam thống nhất kể từ sau năm 1975; có chiến sĩ Quân đội Nhân dân Việt Nam đã nghe ca khúc này và thêm lòng tin chiến đấu ngay trong giai đoạn Chiến tranh biên giới Việt–Trung năm 1979.
Suốt hàng chục năm ông không hoạt động nghệ thuật. Giai đoạn ở trại Suối Máu, ông cảm tác bài "Sài Gòn trong trái tim tôi". Bài "Sài Gòn trong trái tim tôi" và "Chào đất nước tự do và hy vọng" được ông tập cho Hà Thanh hát năm 1999 khi gia đình bà về Việt Nam lo việc riêng. Về Hoa Kỳ, Hà Thanh đã chép lại và được tác giả đề nghị đề nghệ danh là Anh Nguyên. Sáng tác cuối cùng của ông là bài "Việt Nam quê hương lộng lẫy". Cuối thập niên 1990, ông hướng dẫn hát và sáng tác cho ca sĩ Trần Tuấn Kiệt quê Sa Đéc, Đồng Tháp và đây được coi là học trò thứ ba của ông.
Vào hồi 19 giờ 30 phút ngày 26 tháng 2 năm 2018, Nguyễn Văn Đông qua đời tại bệnh viện Chợ Rẫy, Thành phố Hồ Chí Minh, hưởng thọ 86 tuổi. Tro cốt của ông được rải xuống biển Vũng Tàu thể theo di nguyện.
Cuối tháng 4 năm 2018, Trung tâm Thúy Nga đã thực hiện chương trình Paris By Night 125 - Chiều mưa biên giới để vinh danh dòng nhạc và tưởng niệm ông.

## Danh sách tác phẩm
Danh sách này không đầy đủ, bạn cũng có thể giúp mở rộng danh sách.

### Ca khúc
| Nhan đề                        | Chú thích | Nghệ danh         |
| ------------------------------ | --- | ----------------- |
| Anh                            | Có nơi còn chép thêm một nhan đề khác là "Anh nhớ gì không anh", nhưng tờ nhạc bướm và dĩa Continental chỉ thấy dùng một nhan đề duy nhất là "Anh". | Nguyễn Văn Đông   |
| Ánh sáng đô thành              | | Phượng Linh       |
| Anh trước tôi sau              | Khoảng 1968, tưởng nhớ Thiếu tướng Trương Quang Ân. | Nguyễn Văn Đông   |
| Áo trắng người yêu             | | Nguyễn Văn Đông   |
| Bà mẹ hai con                  | | Nguyễn Văn Đông   |
| Bài ca hạnh phúc               | | Phượng Linh       |
| Bến đò biên giới               | Từng được nhạc sĩ thông báo là không xuất bản. | Nguyễn Văn Đông   |
| Bóng nhỏ giáo đường            | 1967 | Phượng Linh       |
| Bông hồng cài áo (trắng)       | Sáng tác trước 1967 (đã thu dĩa Continental Bông hồng cài áo - Ca kịch tình cảm xã hội năm 1966). Khác bài "Bông hồng cài áo" của Phạm Thế Mỹ sáng tác năm 1967. Tuy nhiên, bìa băng Premier 4 do nhạc sĩ Phượng Linh chủ trì chương trình thì ghi là "Bông hồng cài áo trắng". | Phượng Linh       |
| Buồn khóc chi em!              | | Phượng Linh       |
| Cay đắng tình đời              | 1965 | Phượng Linh       |
| Chào đất nước tự do và hy vọng | | Anh Nguyên        |
| Cô nữ sinh Gia Long            | 1966 | Phượng Linh       |
| Cung thương ngày cũ            | 1963, ồng sáng tác với Mạnh Phát. | Nguyễn Văn Đông   |
| Cuốn theo chiều gió            | 1962. Từng được nhạc sĩ thông báo là không xuất bản. Khác bài cùng tên của Anh Việt Thu. | Nguyễn Văn Đông   |
| Chiếc bóng công viên           | 1966 | Phượng Linh       |
| Chiều mưa biên giới            | 1959 | Vì Dân            |
| Chuyện tình hoa pensée         | | Phượng Linh       |
| Dạ sầu                         | Hay “Nỗi buồn duyên kiếp” | Phượng Linh       |
| Dáng xuân xưa                  | | Phượng Linh       |
| Dù biết thế                    | | Nguyễn Văn Đông   |
| Đêm buồn                       | 1963, đồng sáng tác với Lam Phương. Khác bài cùng tên của Hoàng Thi Thơ. | Nguyễn Văn Đông   |
| Đêm thánh huy hoàng            | 1972 | Nguyễn Văn Đông   |
| Đoàn chim cánh sắt             | 1966, đồng sáng tác với Ngọc Sơn. | Phượng Linh       |
| Đoạn tuyệt                     | 1964 | Phượng Linh       |
| Đom đóm                        | 1972 | Phượng Linh       |
| Đôi bờ thương nhớ              | 1960 | Vì Dân            |
| Đồng Tháp duyên gì             | 1959, đồng sáng tác với Minh Kỳ | Vì Dân            |
| Em yêu người lính chiến        | Đồng sáng tác với Thu Hồ. | Phượng Linh       |
| Giã từ ký túc xá               | | Phượng Linh       |
| Hải ngoại thương ca            | 1964 | Nguyễn Văn Đông   |
| Hiến dâng                      | | Nguyễn Văn Đông   |
| Hoa đêm                        | | Nguyễn Văn Đông   |
| Hồi chuông kỷ niệm             | Đồng sáng tác với Song Ngọc. | Phượng Linh       |
| Khi đã yêu                     | 1964. Lời tựa: "Mến tặng những tâm hồn đang yêu chân thành". Đông Phương Tử có soạn lời vọng cổ. | Phượng Linh       |
| Khúc quân hành                 | | Vì Dân            |
| Khúc tình ca hàng hàng lớp lớp | 1965. Lời tựa: "Khi chia tay nếu biết là mãi mãi. Xin thêm một lần rồi mãi mãi chia ly." | Nguyễn Văn Đông   |
| Khúc xuân ca                   | | Nguyễn Văn Đông   |
| Kỷ niệm vẫn xanh               | | Nguyễn Văn Đông   |
| Lá thư người lính chiến        | | Nguyễn Văn Đông   |
| Lên đường                      | Khoảng 1956 | Nguyễn Văn Đông   |
| Lời cuối cho người tình lỡ     | | Nguyễn Văn Đông   |
| Lời cuối cùng cho nhau         | | Phượng Linh       |
| Lời giã biệt                   | Có phiên bản tờ nhạc ghi là Nguyễn Văn Đông. | Phượng Linh       |
| Lúa sạ                         | Đồng sáng tác với Phạm Đình Chương và Minh Kỳ. | Nguyễn Văn Đông   |
| Mây chiều                      | 1966, đồng sáng tác với Mây Tần. | Phượng Linh       |
| Mấy dặm sơn khê                | 1960. Tái bản năm 1963. | Nguyễn Văn Đông   |
| Mùa sao sáng                   | 1967. Đông Phương Tử có soạn lời vọng cổ. | Nguyễn Văn Đông   |
| Nếu có em bên anh              | | Nguyễn Văn Đông   |
| Nhạc rừng đêm                  | | Phượng Linh       |
| Niềm đau dĩ vãng               | 1965 | Phượng Linh       |
| Núi và gió                     | | Nguyễn Văn Đông   |
| Ngày mai anh về                | | Nguyễn Văn Đông   |
| Ngày này năm trước             | 1967. Đồng sáng tác với Song Ngọc. | Phượng Linh       |
| Ngày vui pháo nhuộm đường      | | Nguyễn Văn Đông   |
| Nguyện cầu trên bến ngàn năm   | | Nguyễn Văn Đông   |
| Người tình yêu dấu             | | Nguyễn Văn Đông   |
| Nhớ Huế                        | | Phương Hà         |
| Nhớ một chiều xuân             | Khoảng năm 1958 | Nguyễn Văn Đông   |
| Nhớ người viễn xứ              | 1963, đồng sáng tác với Lâm Tuyền. | Nguyễn Văn Đông   |
| Phiên gác đêm xuân             | Có tờ nhạc ký tên Vì Dân - Nguyễn Văn Đông. | Vì Dân            |
| Rồi một đêm đó                 | | Phượng Linh       |
| Sài Gòn trong trái tim tôi     | Khoảng 1975-1978. | Anh Nguyên        |
| Sắc hoa màu nhớ                | Phiên bản in năm 1961 ký tên Nguyễn Văn Đông. | Vì Dân            |
| Súng đàn                       | Khoảng 1956 | Vì Dân            |
| Tà áo người thương             | | Phượng Linh       |
| Tình cố hương                  | | Nguyễn Văn Đông   |
| Tình đầu dang dở               | Khác bài cùng tên của Khánh Băng. | Thùy Linh         |
| Tình đầu xót xa                | | Nguyễn Văn Đông   |
| Tình thu trên sông Seine       | 2015 | Nguyễn Văn Đông   |
| Thầm kín                       | 1967, Tuấn Khanh có soạn lời vọng cổ. | Phượng Linh       |
| Thu hoài cảm                   | 1974 | Phượng Linh       |
| Thương muộn                    | 1965 | Phượng Linh       |
| Thương về mùa đông biên giới   | Đông Phương Tử có soạn lời vọng cổ. | Phượng Linh       |
| Trái tim Việt Nam              | Khác bài cùng tên của Hoàng Thi Thơ. | Nguyễn Văn Đông   |
| Truông mây                     | Dĩa 45 vòng của Nhạc Ngày Xanh ghi Hoàng Long Nguyên; băng Premier 2 sau này còn ghi là Phượng Linh. | Hoàng Long Nguyên |
| Trường Sa, lương tri thế giới  | Nửa đầu thập niên 2010 (trước 2014) | Nguyễn Văn Đông   |
| Về mái nhà xưa                 | 1964 | Nguyễn Văn Đông   |
| Việt Nam muôn thuở             | | Nguyễn Văn Đông   |
| Việt Nam quê hương lộng lẫy    | | Nguyễn Văn Đông   |
| Vô thường                      | | Nguyễn Văn Đông   |
| Vui ra đi                      | Khoảng 1956 | Nguyễn Văn Đông   |
| Xin Chúa thấu lòng con         | | Nguyễn Văn Đông   |
| Xin đừng trách anh             | 1967, Tuấn Khanh có soạn lời vọng cổ. | Phượng Linh       |
| Xuân tha hương                 | Đồng sáng tác với Lâm Tuyền. | Nguyễn Văn Đông   |

### Tân cổ giao duyên

#### Lời tân nhạc hoặc phần âm nhạc
| Nhan đề | Chú thích                                                                                               | Nghệ danh       |
| --- | --- | --------------- |
| Tân cổ Biết ra sao ngày sau | 1966, viết lời cho tân nhạc trên nền bài "Que Sera, Sera (Whatever Will Be, Will Be)", vọng cổ Yên Sơn. | Phượng Linh     |
| Tân cổ Hai chữ yêng hùng | 1966, viết lời cho tân nhạc, vọng cổ Yên Sơn.                                                           | Phượng Linh     |
| Tân cổ Nỗi buồn của tôi | 1966, viết lời cho tân nhạc, vọng cổ Yên Sơn.                                                           | Phượng Linh     |
| Tân cổ Tôi đi lính | 1966, viết lời cho tân nhạc trên nền nhạc phim The Longest Day, vọng cổ Yên Sơn.                        | Phượng Linh     |
| Tân cổ Úi quá xá | 1966, viết lời cho tân nhạc trên nền bài "Cerisiers roses et pommiers blancs", vọng cổ Yên Sơn.         | Phượng Linh     |
| Tân cổ Cô gái Đồ Long | Phần âm nhạc: Nguyễn Văn Đông, vọng cổ Viễn Châu.                                                       | Nguyễn Văn Đông |
| Tân cổ Lâm Sanh Xuân Nương | Khoảng cuối 1966 - đầu 1967, phần âm nhạc: Phượng Linh, vọng cổ Yên Sơn.                                | Phượng Linh     |
| Khoảng 50 tuồng cải lương như Đoạn tuyệt, Mắt em là bể oan cừu, Mưa rừng, Nửa đời hương phấn, Sân khấu về khuya, Tiếng hạc trong trăng,... | Sản xuất chương trình, viết phần tân nhạc.                                                              | -               |

#### Lời vọng cổ
| Nhan đề                       | Chú thích | Nghệ danh      |
| ----------------------------- | --- | -------------- |
| Tân cổ Em vẫn của anh         | 1972. Tân nhạc Đài Phương Trang, vọng cổ: soạn chung với Xuyên Vân Tử                                         | Phượng Linh    |
| Tân cổ Gởi niềm thương về Huế | 1968. Tân nhạc Tuấn Hải & Cao Lê                                                                              | Đông Phương Tử |
| Tân cổ Hái lộc đầu năm        | 1968. Tân nhạc Triết Giang & Ngọc Sơn. Băng Sơn Ca 2 (1972) có trích đoạn cuối làm thành bài thứ 9 của mặt B. | Đông Phương Tử |
| Tân cổ Một lần đến thăm anh   | 1967. Tân nhạc Tuấn Hải.                                                                                      | Đông Phương Tử |
| Tân cổ 100 phần 100           | 1968. Tân nhạc Ngọc Sơn & Tuấn Hải.                                                                           | Đông Phương Tử |

### Đặt lời Việt
| Nhan đề            | Chú thích | Nghệ danh       |
| ------------------ | --- | --------------- |
| Ave Maria          | 1972. Soạn lời Việt cho nhạc gốc "Ave Maria" của Franz Schubert                                                                         | Nguyễn Văn Đông |
| Hồi chuông nửa đêm | Soạn lời Việt cho nhạc gốc "Jingle Bells" của James Lord Pierpont                                                                       | Phượng Linh     |
| Đêm thánh vô cùng  | 1972. Soạn lời Việt cho nhạc gốc "Stille Nacht" (còn gọi là "Silent Night") của Franz Xaver Gruber; khác lời Việt của nhạc sĩ Hùng Lân. | Nguyễn Văn Đông |

## Cước chú
1. ↑  Bức ảnh chụp tướng Minh bắt tay ông đã được in trên trang nhất của báo Chiến sĩ Cộng hòa.
2. ↑  Tức tờ nhạc bướm, nhạc lẻ.
3. ↑  Một bài ca tân cổ giao duyên được định nghĩa là sáu câu vọng cổ được cắt bớt đi hai đến ba câu để chèn vào đó một đoạn tân nhạc. Theo định nghĩa của bản tin Cổ nhạc Việt Nam số 3, NXB Ðồng Nai (trước 1975).
4. ↑  Gồm: "Hải ngoại thương ca", "Về mái nhà xưa", "Khi đã yêu", "Thầm kín", "Nhớ một chiều xuân", "Niềm đau dĩ vãng", "Cay đắng tình đời", "Tình đầu xót xa", "Kỷ niệm vẫn xanh", "Truông mây", "Núi và gió", "Tình cố hương", "Đồng Tháp duyên gì", "Khúc xuân ca", "Bông hồng cài áo", "Bài ca hạnh phúc", "Đom đóm", "Vô thường"; sáu ca khúc viết về Lễ Giáng Sinh: "Hiến dâng", "Đêm thánh huy hoàng", "Xin Chúa thấu lòng con", "Mùa sao sáng", "Bóng nhỏ giáo đường" và lời Việt của "Ave Maria".
5. ↑  Hai lần vào các năm 2006 và 2007, Tổng Lãnh sự quán Hoa Kỳ tại Thành phố Hồ Chí Minh đều từ chối cấp thị thực để ông xuất ngoại tham dự chương trình dù có thư giới thiệu của thị trưởng thành phố Westminster (quận Cam, California). Nguyên nhân được Trung tâm Thúy Nga cho là vì ông đã từ chối rời Việt Nam đi định cư Hoa Kỳ thuở trước.[11]